# Parafia Matki Bożej Wspomożenia Wiernych w Klichach
Parafia pw. Matki Bożej Wspomożenia Wiernych w Klichach – rzymskokatolicka parafia należąca do dekanatu Brańsk, diecezji drohiczyńskiej, metropolii białostockiej.

## Obszar parafii

### Miejscowości i ulice
W granicach parafii znajdują się miejscowości:

- Burchaty,
- Holonki,
- Klichy,
- Sielc,
- Solniki,
- Torule,
- Widźgowo,
- Wojtki,
- Żołoćki

## Miejsca święte

### Kościół parafialny
Pierwszy drewniany kościół pw. Matki Bożej Wspomożenia Wiernych został wybudowany w Klichach w latach 1929-30, jako kościół filialny parafii brańskiej. Kościół ten został podniesiony do rangi kościoła parafialnego 7 marca 1952 r. przez administratora apostolskiego diecezji pińskiej księdza inf. Michała Krzywickiego.